# I mille colori dell'allegria
I mille colori dell'allegria (The Raccoons) è una serie animata prodotta da Atkinson Film-Arts dal 1985 al 1986 e successivamente da Hinton Animation Studios nel 1987.

## Trama
La serie è ambientata in una città nella foresta verde e narra le avventure di Bert, Melissa e Ralph: un trio di procioni antropomorfi che ne combineranno delle belle.

## Doppiaggio
| Personaggio     | Doppiatore originale | Doppiatore italiano |
| --------------- | -------------------- | ------------------- |
| Bert Raccoon    | Len Carlson          | Davide Garbolino    |
| Melissa Raccoon | Susan Roman          | Debora Magnaghi     |
| Ralph Raccoon   | Bob Dermer           | Irene Scalzo        |
| Schaeffer       | Carl Banas           | Pietro Ubaldi       |
| Cedric Sneer    | Marvin Goldhar       | Adriana Libretti    |
| Broo            | Sharon Lewis         | Paolo Lizza         |
| Cyril Sneer     | Michael Magee        | Mario Scarabelli    |

## Sigla italiana
I mille colori dell'allegria: musica di Carmelo Carucci, testo di Alessandra Valeri Manera, è cantata da Cristina D'Avena.